# Augias
Cet article concerne le personnage de la mythologie grecque. Pour l'écrivain et journaliste italien, voir Corrado Augias.
Dans la mythologie grecque, Augias ou Augéias ou Augéas est un souverain de l’Élide, un royaume grec se trouvant dans le nord-ouest du Péloponnèse.
Augias est généralement associé à deux mythes importants de la littérature grecque antique : les Argonautes et l'un des Travaux d'Héraclès, connu sous l'expression « écuries d'Augias ».

## Mythologie

### Parentèle
Augias (en grec ancien Αὐγείας / Augeías, qui signifie « brillant » ou « rayonnant ») a pour père, selon différentes traditions, le dieu Poséidon ou Hélios, ou bien encore le mortel Phorbas, roi d'Élis et pour mère, Hyrmine ou Hermione, Nausidame ou encore Iphiboé.
Il a pour fils Agasthène et Phylée ainsi qu'une fille, Agamédé, douée de talents de guérisseuse. Certaines traditions y ajoutent ses filles Ambracie et Épicaste.
Il a pour (demi-)frère Actor, lui-même père des jumeaux Molionides, Eurytos et Ctéatos.

### Les Argonautes
Augias est d’abord cité dans le mythe des Argonautes, en tant que membre du groupe de héros accompagnant Jason à la recherche de la toison d’or. Il participe en particulier à la quête dans le but de trouver son frère, Aeétès, qu'il n'a jamais vu.
L'auteur grec Apollonios de Rhodes, dans les Argonautiques, présente Augias en tant que compagnon de Jason : « Augée, que la renommée disait issu du Soleil, régnait sur les habitants de l'Élide. Fier de ses richesses, il souhaitait avec passion de voir la Colchide et le roi Eétès ».

### Les «écuries» d'Augias

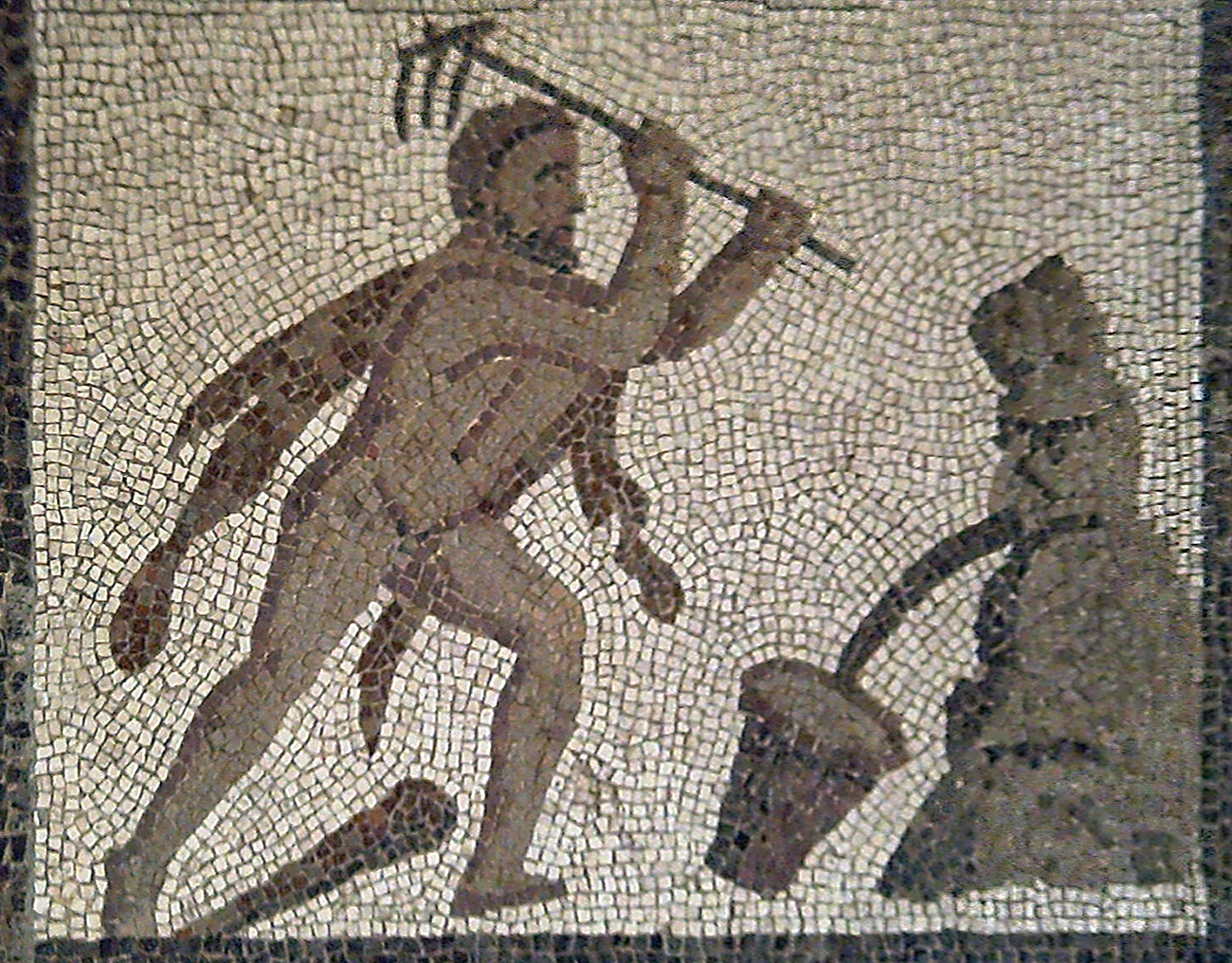
Héraclès détournant les fleuves Alphée et Pénée. Mosaïque romaine, première moitié du IIIe siècle.

Le nettoyage des « écuries d'Augias » est, selon les computs, le cinquième ou sixième des douze Travaux d'Héraclès et donne lieu à différents développements selon les auteurs.
Augias possède un immense troupeau de bétail, mais les étables où il séjourne, n'ayant pas été nettoyées depuis trente ans, sont devenues tellement sales qu'on ne peut plus y accéder.
Le roi de Tirynthe Eurysthée, qui impose à Héraclès une succession de tâches en réparation du meurtre de ses propres enfants, le contraint à nettoyer ces étables en une journée. Ce dernier s'exécute en ouvrant une brèche dans un mur des étables puis en détournant les eaux des fleuves Alphée et Pénée pour les décrasser en profondeur. Dès qu'il estime qu'elles sont propres, il détruit les dérivations, permettant aux fleuves de retrouver leurs cours, puis, après que le soleil couchant a séché les étables redevenues de la sorte propres et saines, reconstruit le mur.
Héraclès demande alors à Augias la rétribution promise, consistant en un dixième des têtes de bétail, mais ce dernier, ayant compris le subterfuge du héros, déclare le contrat nul en arguant que c'est une demande d'Eurysthée, et nie même la réalité du travail, scandalisant ainsi son propre fils Phyleus, témoin de l'accord. Le roi d'Élis chasse Héraclès ainsi que Phylée qui s'exile à Doulichion, où il fonde un royaume.
Ce travail n'est en outre pas comptabilisé par Eurysthée au prétexte qu'Héraclès a demandé d'être payé pour la tâche, bien qu'Augias n'ait pas honoré cette rémunération.
Plusieurs années plus tard, après que ses douze travaux ont été accomplis, Héraclès attaque l'Élide avec une armée d'Arcadiens. Il est cependant défait par l'armée d'Augias, dirigée par ses neveux les Molionides et par Amaryncée (en), recrutés en échange d'une partie de son royaume. Quelque temps plus tard, Héraclès remonte une expédition, tue les Molionides dans une embuscade à Cléones, envahit l'Élide et, selon les versions, dépose Augias ou le tue ainsi que ses fils. Il rappelle alors Phylée de son exil pour le placer sur le trône du royaume ou, selon une autre tradition, Augias confie l'Élide sur son lit de mort à son fils cadet, Agasthène, ainsi qu'aux fils des Molionides, tandis que Phylée s'en retourne à Doulichion.
L'exploit est devenu proverbial et, en français, les « étables » d'Augias sont progressivement devenues des « écuries », peut-être pour se rapprocher de l'expression « curer les étables » en usage entre les XIIIe et XVIIe siècles. Les « écuries d'Augias » font allusion à tout ce qui est sale ou corrompu et l'expression « nettoyer les écuries d'Augias » est ainsi devenue la métaphore de « toute entreprise d'envergure aussi nécessaire qu'irréalisable » ou encore d' « opération[s ayant] pour but de remettre de l'ordre dans une institution, une entreprise ou un pays ».

### Nestor
Dans l'Iliade, Nestor se souvient comment il a attaqué l'Élide à la suite du vol par Augias d'un attelage de char destiné aux jeux olympiques afin de l'empêcher d'y participer. Le beau-fils du roi, Moulios, est tué dans cette attaque.

## Postérité

### Littérature
- Hélène Montardre (ill. Alban Marilleau), Hercule et les écuries d'Augias, Nathan Jeunesse, coll. « Mythologie & compagnie », 2021 (ISBN 978-2-09-259641-8).
- Agatha Christie, Les Écuries d'Augias [« The Augean Stables »], Librairie des Champs-Élysées, coll. « Le Masque / Les Travaux d'Hercule » (no II), 1966.

### Théâtre
- Friedrich Dürrenmatt (trad. de l'allemand par Jean-Pierre Porret, pièce radiophonique de 1954 adaptée pour le théâtre), Hercule et les écuries d'Augias [« Herkules und der Stal des Augias »], Arche, 1962.

### Poésie
- Sully Prudhomme, « Les Écuries d’Augias », dans Œuvres de Sully Prudhomme : Poésies 1866-1872, Alphonse Lemerre, 1872 (lire en ligne), p. 71-80.

### Littérature antique
- Homère, IIiade, II, 614, XI, 70
- Pindare, Olympiques, X, 26-42
- Apollodore d'Athènes, Bibliothèque, I, 9, 16 ; II, 5, 5 ; II, 7, 2
- Diodore de Sicile, Bibliothèque historique, IV, 13, 3 ; IV, 33, 1-4
- Pausanias, Périégèse, V, 1, 9 ; V, 2, 1
- Hygin, Fables, 14 ; 30 ; 157
- Théocrite, Idylles, XXV